# Loma Asia
Las lomas de Asia están ubicadas a 100 km al sur de la ciudad de Lima, en el distrito de Asia provincia de Cañete, en el territorio de la Comunidad Campesina de Asia. Está formada por un conjunto de colinas, quebradas y cumbres de cerros que se cubren de una extensa vegetación estacional en invierno y primavera.
Las lomas costeras son consideradas ecosistemas frágiles según lo establece la Ley n.° 28611. En ellas habitan especies de flora más resistentes y adaptadas a los cambios y condiciones climáticas. Su fragilidad se evidencia en la lucha a la que se enfrentan a las graves amenazas antrópicas como: la contaminación de residuos sólidos, el sobrepastoreo, la minería no metálica, el avance del casco urbano y la ampliación de la frontera agrícola. 
La Comunidad campesina de Asia ha promovido la difusión y puesta de valor de este importante ecosistema, trabajando en los circuitos turísticos, controlando la intensidad de visitantes y estableciendo y capacitando a guardaparques comunales para la orientación, difusión y cuidado de la zona.

## Diversidad biológica
Las lomas de Asia poseen una riqueza de flora y fauna, presente en hábitats de cresta rocosa, ladera herbácea, fondo de quebrada, ladera rocosa y zona de cactáceas. Cuenta con 124 especies de flora, 38 especies de avifauna, 07 especies de mamíferos y 02 especies de herpetofauna.

## Estatus legal
El 12 de noviembre de 2015, el Consejo Regional por la provincia de Cañete solicitó que se incorpore como punto de agenda en la Sesión Extraordinaria Descentralizada, la propuesta de una Ordenanza Regional que declara a las lomas de Asia como zona de interés público y prioridad regional a la categorización.